# بحرى (حماة)
بحرّى قرية سورية تتبع ناحية مركز حماة في منطقة مركز حماة في محافظة حماة. بلغ عدد سكانها 1098 نسمة في عام 2004 حسب إحصاء المكتب المركزي للإحصاء.

## وصلات خارجية
- الوحدات الإدارية في محافظة حماة